# WWE United Kingdom Championship Tournament
WWE United Kingdom Championship Tournament – cykl gal profesjonalnego wrestlingu produkowanych przez federację WWE i nadawanych na żywo na WWE Network. Cykl został wprowadzony w 2017. Motywem gal jest organizacja dwudniowego turnieju zawodników pochodzących z Wielkiej Brytanii. Podczas pierwszej gali wyłoniono inauguracyjnego posiadacza WWE United Kingdom Championship. Rok później przesunięto organizację gali na czerwiec, zaś zwycięzca turnieju otrzyma szansę na walkę o tytuł United Kingdom Championship.

## Lista gal
| Gala                                          | Daty             | Lokalizacja | Arena             | Walka wieczoru                                                                                         |
| --------------------------------------------- | ---------------- | ----------- | ----------------- | --- |
| United Kingdom Championship Tournament (2017) | 14 stycznia 2017 | Blackpool   | Empress Ballroom  | Tyler Bate vs. Tucker Singles match                                                                    |
| United Kingdom Championship Tournament (2017) | 15 stycznia 2017 | Blackpool   | Empress Ballroom  | Tyler Bate vs. Pete Dunne Singles match o WWE United Kingdom Championship                              |
| United Kingdom Championship Tournament (2018) | 18 czerwca 2018  | Londyn      | Royal Albert Hall | Zack Gibson vs. Travis Banks Finał turnieju wyłaniający pretendenta do WWE United Kingdom Championship |
| United Kingdom Championship Tournament (2018) | 19 czerwca 2018  | Londyn      | Royal Albert Hall | Pete Dunne vs. Zack Gibson Singles match o WWE United Kingdom Championship                             |